# 엔초 마레스카
엔초 마레스카(이탈리아어: Enzo Maresca, 1980년 2월 10일 ~ )는 이탈리아의 전직 축구 선수이자 현 축구 지도자로 현재 잉글랜드 프리미어리그 첼시 FC의 감독으로 재직 중이며 현역 시절 미드필더로 활약했다.
유벤투스 FC에서 뛰면서 2시즌동안 임대로 뛰었으며 그후엔 피오렌티나에서도 뛰었으며 라 리가로 건너가 세비야, 말라가에서 134경기를 뛰며 17골을 넣었다.
그는 좋은 패스 실력과 세트피스에서 강한 것으로 알려져있다.

## 우승 경력

### 클럽
유벤투스
- 세리에 A: 2001–02
- 수페르코파 이탈리아나: 2003

세비야
- UEFA컵: 2005-06, 2006-07
- UEFA 슈퍼컵: 2006
- 코파 델 레이: 2006–07
- 수페르코파 데 에스파냐: 2007

팔레르모
- 세리에 B: 2013-14